# Governatore del Massachusetts

Stendardo del Governatore

Il Governatore del Commonwealth del Massachusetts (in inglese: Governor of the Commonwealth of Massachusetts) è il capo del governo dello stato statunitense del Massachusetts, nonché il comandante in capo della Massachusetts National Guard.

## Elenco
| Partito politico               | Numero di governatori |
| ------------------------------ | --------------------- |
| Democratico                    | 20                    |
| Democratico-Repubblicano       | 6                     |
| Federalista                    | 3                     |
| Know Nothing                   | 1                     |
| Repubblicano Nazionale         | 1                     |
| Nessuna affiliazione partitica | 6                     |
| Repubblicano                   | 31                    |
| Whig                           | 7                     |

### Dettagli
| #  | Foto | Nome                     | Mandato         | Mandato          | Partito                  | Vicegovernatore                                 |
| #  | Foto | Nome                     | Inizio          | Termine          | Partito                  | Vicegovernatore                                 |
| -- | ---- | ------------------------ | --------------- | ---------------- | ------------------------ | ----------------------------------------------- |
| 1  |      | John Hancock             | 1780            | 1785             | Nessuno                  | Thomas Cushing                                  |
| 2  |      | James Bowdoin            | 1785            | 1787             | Nessuno                  | Thomas Cushing                                  |
| 3  |      | John Hancock             | 30 maggio 1787  | 8 ottobre 1793   | Nessuno                  | Thomas Cushing                                  |
| 4  |      | Samuel Adams             | 8 ottobre 1793  | 2 giugno 1797    |                          | Mosè Gill                                       |
| 5  |      | Increase Sumner          | 2 giugno 1797   | 7 giugno 1799    |                          |                                                 |
| 6  |      | Caleb Strong             | 30 maggio 1800  | 29 maggio 1807   | Federalista              | Samuel Phillips jr Edward Robbins               |
| 7  |      | James Sullivan           | 29 maggio 1807  | 10 dicembre 1808 | Democratico-Repubblicano | Levi Lincoln, Sr.                               |
| 8  |      | Christopher Gore         | 1º maggio 1809  | 10 giugno 1810   | Federalista              | David Cobb                                      |
| 9  |      | Elbridge Gerry           | 10 giugno 1810  | 4 marzo 1812     | Democratico-Repubblicano | William Gray                                    |
| 10 |      | Caleb Strong             | Giugno 1812     | 30 maggio 1816   | Federalista              | William Phillips, Jr.                           |
| 11 |      | John Brooks              | 30 maggio 1816  | 31 maggio 1823   | Federalista              |                                                 |
| 12 |      | William Eustis           | 31 maggio 1823  | 6 febbraio 1825  | Democratico-Repubblicano | Lincoln Levi Junior Marco Morton                |
| 13 |      | Levi Lincoln Junior      | 26 Mag 1825     | 9 Gen 1834       | Democratico-Repubblicano | Thomas L. Winthrop \| Turell Samuel Armstrong   |
| 14 |      | John Davis               | 9 gennaio 1834  | 1º marzo 1835    | Whig                     | Turell Samuel Armstrong                         |
| 15 |      | Edward Everett           | 13 gennaio 1836 | 18 gennaio 1840  | Whig                     | George Hull                                     |
| 16 |      | Marcus Morton            | 18 gennaio 1840 | 7 gennaio 1841   | Democratico              |                                                 |
| 17 |      | John Davis               | 7 gennaio 1841  | 17 gennaio 1843  | Whig                     |                                                 |
| 18 |      | Marcus Morton            | 17 gennaio 1843 | Gennaio 1844     | Democratico              | Henry H. Childs                                 |
| 19 |      | George N. Briggs         | Gennaio 1844    | 11 gennaio 1851  | Whig                     | John Reed, Jr.                                  |
| 20 |      | George S. Boutwell       | 11 gennaio 1851 | 14 gennaio 1853  | Democratico              | Henry W. Cushman                                |
| 21 |      | John H. Clifford         | 14 gennaio 1853 | 12 gennaio 1854  | Whig                     | Eliseo Huntington                               |
| 22 |      | Emory Washburn           | 12 gennaio 1854 | 4 gennaio 1855   | Whig                     | William C. Plunkett                             |
| 23 |      | Henry J. Gardner         | 4 gennaio 1855  | 7 gennaio 1858   | Know-Nothing             | Simon Brown W. Benchley                         |
| 24 |      | Nathaniel Prentice Banks | 7 gennaio 1858  | 3 gennaio 1861   | Repubblicano             | Eliphalet Trask                                 |
| 25 |      | John Andrew Albion       | 3 gennaio 1861  | 4 gennaio 1866   | Repubblicano             | John Z. Goodrich John Nesmith Joel Hayden       |
| 26 |      | Alexander H. Bullock     | 4 gennaio 1866  | 7 gennaio 1869   | Repubblicano             | William Claflin                                 |
| 27 |      | William Claflin          | 7 gennaio 1869  | 4 gennaio 1872   | Repubblicano             | Joseph Tucker                                   |
| 28 |      | William B. Washburn      | 4 gennaio 1872  | 29 aprile 1874   | Repubblicano             | Joseph Tucker Thomas Talbot                     |
| 29 |      | William Gaston           | 7 gennaio 1875  | 6 gennaio 1876   | Democratico              | Horatio G. Knight                               |
| 30 |      | Alexander H. Rice        | 6 gennaio 1876  | 2 gennaio 1879   | Repubblicano             |                                                 |
| 31 |      | Thomas Talbot            | 2 gennaio 1879  | 8 gennaio 1880   | Repubblicano             | John Davis Long                                 |
| 32 |      | John Davis Long          | 8 gennaio 1880  | 4 gennaio 1883   | Repubblicano             | Byron Weston                                    |
| 33 |      | Benjamin Franklin Butler | 4 gennaio 1883  | 3 gennaio 1884   | Democratico              | Oliver Ames                                     |
| 34 |      | George D. Robinson       | 3 gennaio 1884  | 6 gennaio 1887   | Repubblicano             |                                                 |
| 35 |      | Oliver Ames              | 6 gennaio 1887  | 7 gennaio 1890   | Repubblicano             | John D. A. Brackett                             |
| 36 |      | John D. A. Brackett      | 7 gennaio 1890  | 8 gennaio 1891   | Repubblicano             | William H. Haile                                |
| 37 |      | William E. Russell       | 8 gennaio 1891  | 4 gennaio 1894   | Democratico              | William H Haile Roger Wolcott                   |
| 38 |      | Frederic T. Greenhalge   | 4 gennaio 1894  | 5 marzo 1896     | Repubblicano             | Roger Wolcott                                   |
| 39 |      | Roger Wolcott            | Gennaio 1897    | 4 gennaio 1900   | Repubblicano             | Winthrop M. Crane (1897 - 1900)                 |
| 40 |      | Winthrop M. Crane        | 4 gennaio 1900  | 8 gennaio 1903   | Repubblicano             | John L. Bates                                   |
| 41 |      | John L. Bates            | 8 gennaio 1903  | 5 gennaio 1905   | Repubblicano             | Guild Curtis Jr.                                |
| 42 |      | William Lewis Douglas    | 5 gennaio 1905  | 4 gennaio 1906   | Democratico              |                                                 |
| 43 |      | Guild Curtis Jr.         | 4 gennaio 1906  | 7 gennaio 1909   | Repubblicano             | Ebenezer Sumner Draper                          |
| 44 |      | Ebenezer Sumner Draper   | 7 gennaio 1909  | 5 gennaio 1911   | Repubblicano             | Louis A. Frothingham                            |
| 45 |      | Eugene Foss              | 5 gennaio 1911  | 8 gennaio 1914   | Democratico              | Louis A. Frothingham Robert Luce David I. Walsh |
| 46 |      | David I. Walsh           | 8 gennaio 1914  | 6 gennaio 1916   | Democratico              | Edward P. Barry Grafton D. Cushing              |
| 47 |      | Samuel W. McCall         | 6 gennaio 1916  | 2 gennaio 1919   | Repubblicano             | Calvin Coolidge                                 |
| 48 |      | Calvin Coolidge          | 2 gennaio 1919  | 6 gennaio 1921   | Repubblicano             | Channing H. Cox                                 |
| 49 |      | Channing H. Cox          | 6 gennaio 1921  | 8 gennaio 1925   | Repubblicano             | Alvan T. Fuller                                 |
| 50 |      | Alvan T. Fuller          | 8 gennaio 1925  | 3 gennaio 1929   | Repubblicano             | Frank G. Allen                                  |
| 51 |      | Frank G. Allen           | 3 gennaio 1929  | 8 gennaio 1931   | Repubblicano             | William S. Youngman                             |
| 52 |      | Joseph B. Ely            | 8 gennaio 1931  | 3 gennaio 1935   | Democratico              | William S. Youngman Gaspare G Bacon             |
| 53 |      | James Michael Curley     | 3 gennaio 1935  | 7 gennaio 1937   | Democratico              | Joseph L. Hurley                                |
| 54 |      | Charles F. Hurley        | 7 gennaio 1937  | 5 gennaio 1939   | Democratico              | Francis E. Kelly                                |
| 55 |      | Leverett Saltonstall     | 5 gennaio 1939  | 3 gennaio 1945   | Repubblicano             | Horace T. Cahill                                |
| 56 |      | Maurice J. Tobin         | 3 gennaio 1945  | 2 gennaio 1947   | Democratico              | Robert F. Bradford                              |
| 57 |      | Robert F. Bradford       | 2 gennaio 1947  | 6 gennaio 1949   | Repubblicano             | Arthur W. Coolidge                              |
| 58 |      | Paul A. Dever            | 6 gennaio 1949  | 8 gennaio 1953   | Democratico              | Charles F. Sullivan                             |
| 59 |      | Christian Herter         | 8 gennaio 1953  | 3 gennaio 1957   | Repubblicano             | G. Sumner Whittier                              |
| 60 |      | Foster Furcolo           | 3 gennaio 1957  | 5 gennaio 1961   | Democratico              | Robert F. Murphy                                |
| 61 |      | John A. Volpe            | 5 gennaio 1961  | 3 gennaio 1963   | Repubblicano             | Edward F. McLaughlin, Jr.                       |
| 62 |      | Endicott Peabody         | 3 gennaio 1963  | 7 gennaio 1965   | Democratico              | Francis X. Bellotti                             |
| 63 |      | John A. Volpe            | 7 gennaio 1965  | 22 gennaio 1969  | Repubblicano             | Elliot Richardson Francis W. Sargent            |
| 64 |      | Francis W. Sargent       | 22 gennaio 1969 | 2 gennaio 1975   | Repubblicano             | Donald R. Dwight                                |
| 65 |      | Michael Dukakis          | 2 gennaio 1975  | 4 gennaio 1979   | Democratico              | Thomas P. O'Neill III                           |
| 66 |      | Edward J. King           | 4 gennaio 1979  | 6 gennaio 1983   | Democratico              |                                                 |
| 67 |      | Michael Dukakis          | 6 gennaio 1983  | 3 gennaio 1991   | Democratico              | John Kerry Evelyn Murphy                        |
| 68 |      | William Weld             | 3 gennaio 1991  | 29 luglio 1997   | Repubblicano             | Paul Cellucci                                   |
| 69 |      | Paul Cellucci            | 7 gennaio 1999  | 10 aprile 2001   | Repubblicano             |                                                 |
| -  |      | Jane Swift               | 10 aprile 2001  | 2 gennaio 2003   | Repubblicano             |                                                 |
| 70 |      | Mitt Romney              | 2 gennaio 2003  | 4 gennaio 2007   | Repubblicano             | Kerry Healey                                    |
| 71 |      | Deval Patrick            | 4 gennaio 2007  | 8 gennaio 2015   | Democratico              | Tim Murray                                      |
| 72 |      | Charlie Baker            | 8 gennaio 2015  | 5 gennaio 2023   | Repubblicano             | Karyn Polito                                    |
| 73 |      | Maura Healey             | 5 gennaio 2023  | in carica        | Democratico              | Kim Driscoll                                    |